# Liste der Playmates des Monats (US-amerikanische Ausgabe)
Dies ist eine Liste aller Playmates des Monats (englisch „Playmates of the Month“), die in der US-amerikanischen Originalausgabe des Herrenmagazins Playboy abgebildet wurden. Playmates des Jahres sind farblich hervorgehoben.

## 1953–1959
| Monat / Jahr | Januar                | Februar          | März              | April          | Mai              | Juni              | Juli                    | August         | September         | Oktober                   | November         | Dezember       |
| ------------ | --------------------- | ---------------- | ----------------- | -------------- | ---------------- | ----------------- | ----------------------- | -------------- | ----------------- | ------------------------- | ---------------- | -------------- |
| 1953         | –                     | –                | –                 | –              | –                | –                 | –                       | –              | –                 | –                         | –                | Marilyn Monroe |
| 1954         | Margie Harrison       | Margaret Scott   | Dolores Del Monte | Marilyn Waltz  | Joanne Arnold    | Margie Harrison   | Neva Gilbert            | Arline Hunter  | Jackie Rainbow    | Madeline Castle           | Diane Hunter     | Terry Ryan     |
| 1955         | Bettie Page           | Jayne Mansfield  | –                 | Marilyn Waltz  | Marguerite Empey | Eve Meyer         | Janet Pilgrim           | Pat Lawler     | Anne Fleming      | Jean Moorehead            | Barbara Cameron  | Janet Pilgrim  |
| 1956         | Lynn Turner           | Marguerite Empey | Marian Stafford   | Rusty Fisher   | Marion Scott     | Gloria Walker     | Alice Denham            | Jonnie Nicely  | Elsa Sorensen     | Janet Pilgrim             | Betty Blue       | Lisa Winters   |
| 1957         | June Blair            | Sally Todd       | Sandra Edwards    | Gloria Windsor | Dawn Richard     | Carrie Radison    | Jean Jani               | Delores Donlon | Jaquelyn Prescott | Colleen Farrington        | Marlene Callahan | Linda Vargas   |
| 1958         | Elizabeth Ann Roberts | Cheryl Kubert    | Zahra Norbo       | Felicia Atkins | Lari Laine       | Judy Lee Tomerlin | Linne Nanette Ahlstrand | Myrna Weber    | Teri Hope         | Pat Sheehan & Mara Corday | Joan Staley      | Joyce Nizzari  |
| 1959         | Virginia Gordon       | Eleanor Bradley  | Audrey Daston     | Nancy Crawford | Cindy Fuller     | Marilyn Hanold    | Yvette Vickers          | Clayre Peters  | Marianne Gaba     | Elaine Reynolds           | Donna Lynn       | Ellen Stratton |

## 1960–1969
| Monat / Jahr | Januar           | Februar             | März               | April          | Mai              | Juni              | Juli             | August           | September          | Oktober             | November         | Dezember       |
| ------------ | ---------------- | ------------------- | ------------------ | -------------- | ---------------- | ----------------- | ---------------- | ---------------- | ------------------ | ------------------- | ---------------- | -------------- |
| 1960         | Stella Stevens   | Susie Scott         | Sally Sarell       | Linda Gamble   | Ginger Young     | Delores Wells     | Teddi Smith      | Elaine Paul      | Ann Davis          | Kathy Douglas       | Joni Mattis      | Carol Eden     |
| 1961         | Connie Cooper    | Barbara Ann Lawford | Tonya Crews        | Nancy Nielsen  | Susan Kelly      | Heidi Becker      | Sheralee Conners | Karen Thompson   | Christa Speck      | Jean Cannon         | Dianne Danford   | Lynn Karrol    |
| 1962         | Merle Pertile    | Kari Knudsen        | Pamela Anne Gordon | Roberta Lane   | Marya Carter     | Merissa Mathes    | Unne Terjesen    | Jan Roberts      | Mickey Winters     | Laura Young         | Avis Kimble      | June Cochran   |
| 1963         | Judi Monterey    | Toni Ann Thomas     | Adrienne Moreau    | Sandra Settani | Sharon Cintron   | Connie Mason      | Carrie Enwright  | Phyllis Sherwood | Victoria Valentino | Christine Williams  | Terre Tucker     | Donna Michelle |
| 1964         | Sharon Rogers    | Nancy Jo Hooper     | Nancy Scott        | Ashlyn Martin  | Terri Kimball    | Lori Winston      | Melba Ogle       | China Lee        | Astrid Schulz      | Rosemarie Hillcrest | Kai Brendlinger  | Jo Collins     |
| 1965         | Sally Duberson   | Jessica St. George  | Jennifer Jackson   | Sue Williams   | Maria McBane     | Hedy Scott        | Gay Collier      | Lannie Balcom    | Patti Reynolds     | Allison Parks       | Pat Russo        | Dinah Willis   |
| 1966         | Judy Tyler       | Melinda Windsor     | Priscilla Wright   | Karla Conway   | Dolly Read       | Kelly Burke       | Tish Howard      | Susan Denberg    | Dianne Chandler    | Linda Moon          | Lisa Baker       | Susan Bernard  |
| 1967         | Surrey Marshe    | Kim Farber          | Fran Gerard        | Gwen Wong      | Anne Randall     | Joey Gibson       | Heather Ryan     | DeDe Lind        | Angela Dorian      | Reagan Wilson       | Kaya Christian   | Lynn Winchell  |
| 1968         | Connie Kreski    | Nancy Harwood       | Michelle Hamilton  | Gaye Rennie    | Elizabeth Jordan | Britt Fredriksen  | Melodye Prentiss | Gale Olson       | Dru Hart           | Majken Haugedal     | Paige Young      | Cynthia Myers  |
| 1969         | Leslie Bianchini | Lorrie Menconi      | Kathy MacDonald    | Lorna Hopper   | Sally Sheffield  | Helena Antonaccio | Nancy McNeil     | Debbie Hooper    | Shay Knuth         | Jean Bell           | Claudia Jennings | Gloria Root    |

## 1970–1979
| Monat / Jahr | Januar           | Februar          | März              | April               | Mai               | Juni           | Juli              | August           | September        | Oktober                    | November           | Dezember         |
| ------------ | ---------------- | ---------------- | ----------------- | ------------------- | ----------------- | -------------- | ----------------- | ---------------- | ---------------- | -------------------------- | ------------------ | ---------------- |
| 1970         | Jill Taylor      | Linda Forsythe   | Chris Koren       | Barbara Hillary     | Jennifer Liano    | Elaine Morton  | Carol Willis      | Sharon Clark     | Debbie Ellison   | Mary & Madeleine Collinson | Avis Miller        | Carol Imhof      |
| 1971         | Liv Lindeland    | Willy Rey        | Cynthia Hall      | Chris Cranston      | Janice Pennington | Lieko English  | Heather Van Every | Cathy Rowland    | Crystal Smith    | Claire Rambeau             | Danielle de Vabre  | Karen Christy    |
| 1972         | Marilyn Cole     | P.J. Lansing     | Ellen Michaels    | Vicki Peters        | Deanna Baker      | Debbie Davis   | Carol O’Neal      | Linda Summers    | Susan Miller     | Sharon Johansen            | Lenna Sjooblom     | Mercy Rooney     |
| 1973         | Miki Garcia      | Cyndi Wood       | Bonnie Large      | Julie Woodson       | Anulka Dziubinska | Ruthy Ross     | Martha Smith      | Phyllis Coleman  | Geri Glass       | Valerie Lane               | Monica Tidwell     | Christine Maddox |
| 1974         | Nancy Cameron    | Francine Parks   | Pamela Zinszer    | Marlene Morrow      | Marilyn Lange     | Sandy Johnson  | Carol Vitale      | Jean Manson      | Kristine Hanson  | Ester Cordet               | Bebe Buell         | Janice Raymond   |
| 1975         | Lynnda Kimball   | Laura Misch      | Ingeborg Sorensen | Victoria Cunningham | Bridgett Rollins  | Azizi Johari   | Lynn Schiller     | Lillian Muller   | Mesina Miller    | Jill de Vries              | Janet Lupo         | Nanci Li Brandi  |
| 1976         | Daina House      | Laura Lyons      | Ann Pennington    | Denise Michele      | Patricia McClain  | Debra Peterson | Deborah Borkman   | Linda Beatty     | Whitney Kaine    | Hope Olson                 | Patti McGuire      | Karen Hafter     |
| 1977         | Susan Lynn Kiger | Star Stowe       | Nicki Thomas      | Lisa Sohm           | Sheila Mullen     | Virve Reid     | Sondra Theodore   | Julia Lyndon     | Debra Jo Fondren | Kristine Winder            | Rita Lee           | Ashley Cox       |
| 1978         | Debra Jensen     | Janis Schmitt    | Christina Smith   | Pamela Jean Bryant  | Kathryn Morrison  | Gail Stanton   | Karen Morton      | Vicki Witt       | Rosanne Katon    | Marcy Hanson               | Monique St. Pierre | Janet Quist      |
| 1979         | Candy Loving     | Lee Ann Michelle | Denise McConnell  | Missy Cleveland     | Michele Drake     | Louann Fernald | Dorothy Mays      | Dorothy Stratten | Vicki McCarty    | Ursula Buchfellner         | Sylvie Garant      | Candace Collins  |

## 1980–1989
| Monat / Jahr | Januar            | Februar             | März             | April              | Mai                | Juni             | Juli               | August           | September                       | Oktober              | November        | Dezember                     |
| ------------ | ----------------- | ------------------- | ---------------- | ------------------ | ------------------ | ---------------- | ------------------ | ---------------- | ------------------------------- | -------------------- | --------------- | ---------------------------- |
| 1980         | Gig Gangel        | Sandra Cagle        | Henriette Allais | Liz Glazowski      | Martha Thomsen     | Ola Ray          | Teri Peterson      | Victoria Cooke   | Lisa Welch                      | Mardi Jacquet        | Jeana Tomasino  | Terri Welles                 |
| 1981         | Karen Price       | Vicki Lynn Lasseter | Kymberly Herrin  | Lorraine Michaels  | Gina Goldberg      | Cathy Larmouth   | Heidi Sorenson     | Debbie Boostrom  | Susan Smith                     | Kelly Tough          | Shannon Tweed   | Patricia Farinelli           |
| 1982         | Kimberly McArthur | Anne-Marie Fox      | Karen Witter     | Linda Rhys Vaughn  | Kym Malin          | Lourdes Estores  | Lynda Wiesmeier    | Cathy St. George | Connie Brighton                 | Marianne Gravatte    | Marlene Janssen | Charlotte Kemp               |
| 1983         | Lonny Chin        | Melinda Mays        | Alana Soares     | Christina Ferguson | Susie Scott        | Jolanda Egger    | Ruth Guerri        | Carina Persson   | Barbara Edwards                 | Tracy Vaccaro        | Veronica Gamba  | Terry Nihen                  |
| 1984         | Penny Baker       | Justine Greiner     | Dona Speir       | Lesa Ann Pedriana  | Patty Duffek       | Tricia Lange     | Liz Stewart        | Suzi Schott      | Kimberly Evenson                | Debi Nicolle Johnson | Roberta Vasquez | Karen Velez                  |
| 1985         | Yann Monchild     | Cherie Witter       | Donna Smith      | Cindy Brooks       | Kathy Shower       | Devin DeVasquez  | Hope Marie Carlton | Cher Butler      | Venice Kong                     | Cynthia Brimhall     | Pamela Saunders | Carol Ficatier               |
| 1986         | Sherry Arnett     | Julie McCullough    | Kim Morris       | Teri Weigel        | Christine Richters | Rebecca Ferratti | Lynne Austin       | Ava Fabian       | Rebekka Armstrong               | Katherine Hushaw     | Donna Edmondson | Laurie Carr                  |
| 1987         | Luann Lee         | Julie Peterson      | Marina Baker     | Anna Clark         | Kymberly Paige     | Sandy Greenberg  | Carmen Berg        | Sharry Konopski  | Gwen Hajek                      | Brandi Brandt        | Pamela Stein    | India Allen                  |
| 1988         | Kimberley Conrad  | Kari Kennell        | Susie Owens      | Eloise Broady      | Diana Lee          | Emily Arth       | Terri Lynn Doss    | Helle Michaelsen | Laura Richmond                  | Shannon Long         | Pia Reyes       | Kata Kärkkäinen (Karkkainen) |
| 1989         | Fawna MacLaren    | Simone Eden         | Laurie Wood      | Jennifer Jackson   | Monique Noel       | Tawnni Cable     | Erika Eleniak      | Gianna Amore     | Karin & Mirjam Van Breeschooten | Karen Foster         | Renee Tenison   | Petra Verkaik                |

## 1990–1999
| Monat / Jahr | Januar             | Februar            | März                       | April              | Mai                 | Juni              | Juli                 | August              | September       | Oktober           | November          | Dezember           |
| ------------ | ------------------ | ------------------ | -------------------------- | ------------------ | ------------------- | ----------------- | -------------------- | ------------------- | --------------- | ----------------- | ----------------- | ------------------ |
| 1990         | Peggy McIntaggart  | Pamela Anderson    | Deborah Driggs             | Lisa Matthews      | Tina Bockrath       | Bonnie Marino     | Jacqueline Sheen     | Melissa Evridge     | Kerri Kendall   | Brittany York     | Lorraine Olivia   | Morgan Fox         |
| 1991         | Stacy Arthur       | Cristy Thom        | Julie Clarke               | Christina Leardini | Carrie Jean Yazel   | Saskia Linssen    | Wendy Kaye           | Corinna Harney      | Samantha Dorman | Cheryl Bachman    | Tonja Christensen | Wendy Hamilton     |
| 1992         | Suzi Simpson       | Tanya Beyer        | Tylyn John                 | Cady Cantrell      | Anna Nicole Smith   | Angela Melini     | Amanda Hope          | Ashley Allen        | Morena Corwin   | Tiffany Sloan     | Stephanie Adams   | Barbara Moore      |
| 1993         | Echo Johnson       | Jennifer LeRoy     | Kimberly Donley            | Nicole Wood        | Elke Jeinsen        | Alesha Oreskovich | Leisa Sheridan       | Jennifer Lavoie     | Carrie Westcott | Jenny McCarthy    | Julianna Young    | Arlene Baxter      |
| 1994         | Anna-Marie Goddard | Julie Lynn Cialini | Neriah Davis               | Becky DelosSantos  | Shae Marks          | Elan Carter       | Traci Adell          | Maria Checa         | Kelly Gallagher | Victoria Zdrok    | Donna Perry       | Elisa Bridges      |
| 1995         | Melissa Holliday   | Lisa Marie Scott   | Stacy Sanches              | Danelle Folta      | Cynthia Brown       | Rhonda Adams      | Heidi Mark           | Rachel Jean Marteen | Donna D’Errico  | Alicia Rickter    | Holly Witt        | Samantha Torres    |
| 1996         | Victoria Fuller    | Kona Carmack       | Priscilla Lee Taylor       | Gillian Bonner     | Shauna Sand         | Karin Taylor      | Angel Boris          | Jessica Lee         | Jennifer Allan  | Nadine Chanz      | Ulrika Ericsson   | Victoria Silvstedt |
| 1997         | Jami Ferrell       | Kimber West        | Jennifer Miriam            | Kelly Monaco       | Lynn Thomas         | Carrie Stevens    | Daphnee Lynn Duplaix | Kalin Olson         | Nikki Schieler  | Layla Roberts     | Inga Drozdova     | Karen McDougal     |
| 1998         | Heather Kozar      | Julia Schultz      | Marliece Andrada           | Holly Joan Hart    | Deanna Brooks       | Maria Luisa Gil   | Lisa Dergan          | Angela Little       | Vanessa Gleason | Laura Cover       | Tiffany Taylor    | The Dahm Triplets  |
| 1999         | Jaime Bergman      | Stacy Marie Fuson  | Alexandria (Lexie) Karlsen | Natalia Sokolova   | Tishara Lee Cousino | Kimberly Spicer   | Jennifer Rovero      | Rebecca Scott       | Kristi Cline    | Jodi Ann Paterson | Cara Wakelin      | Brooke Richards    |

## 2000–2009
| Monat / Jahr | Januar                     | Februar              | März              | April                  | Mai               | Juni               | Juli                | August             | September         | Oktober            | November        | Dezember                         |
| ------------ | -------------------------- | -------------------- | ----------------- | ---------------------- | ----------------- | ------------------ | ------------------- | ------------------ | ----------------- | ------------------ | --------------- | -------------------------------- |
| 2000         | Carol und Darlene Bernaola | Suzanne Stokes       | Nicole Marie Lenz | Brande Roderick        | Brooke Berry      | Shannon Stewart    | Neferteri Shepherd  | Summer Altice      | Kerissa Fare      | Nichole Van Croft  | Buffy Tyler     | Cara Michelle                    |
| 2001         | Irina Voronina             | Lauren Michelle Hill | Miriam Gonzalez   | Katie Lohmann          | Crista Nicole     | Heather Spytek     | Kimberley Stanfield | Jennifer Walcott   | Dalene Kurtis     | Stephanie Heinrich | Lindsey Vuolo   | Shanna Moakler                   |
| 2002         | Nicole Narain              | Anka Romensky        | Tina Marie Jordan | Heather Carolin        | Christi Shake     | Michele Rogers     | Lauren Anderson     | Christina Santiago | Shallan Meiers    | Teri Harrison      | Serria Tawan    | Lani Todd                        |
| 2003         | Rebecca Ramos              | Charis Boyle         | Pennelope Jimenez | Carmella DeCesare      | Laurie Fetter     | Tailor James       | Marketa Janska      | Colleen Marie      | Luci Victoria     | Audra Lynn         | Divini Rae      | The Teles Twins                  |
| 2004         | Colleen Shannon            | Aliya Wolf           | Sandra Hubby      | Krista Kelly           | Nicole Whitehead  | Hiromi Oshima      | Stephanie Glasson   | Pilar Lastra       | Scarlett Keegan   | Kimberly Holland   | Cara Zavaleta   | Tiffany Fallon                   |
| 2005         | Destiny Davis              | Amber Campisi        | Jillian Grace     | Courtney Rachel Culkin | Jamie Westenhiser | Kara Monaco        | Qiana Chase         | Tamara Witmer      | Vanessa Hoelsher  | Amanda Paige       | Raquel Gibson   | Christine Smith                  |
| 2006         | Athena Lundberg            | Cassandra Lynn       | Monica Leigh      | Holley Ann Dorrough    | Alison Waite      | Stephanie Larimore | Sara Jean Underwood | Nicole Voss        | Janine Habeck     | Jordan Monroe      | Sarah Elizabeth | Kia Drayton                      |
| 2007         | Jayde Nicole               | Heather Rene Smith   | Tyran Richard     | Giuliana Marino        | Shannon James     | Brittany Binger    | Tiffany Selby       | Tamara Sky         | Patrice Hollis    | Spencer Scott      | Lindsay Wagner  | Sasckya Porto                    |
| 2008         | Sandra Nilsson             | Michelle McLaughlin  | Ida Ljungqvist    | Regina Deutinger       | AJ Alexander      | Juliette Fretté    | Laura Croft         | Kayla Collins      | Valerie Mason     | Kelly Carrington   | Grace Kim       | Jennifer und Natalie Jo Campbell |
| 2009         | Dasha Astafieva            | Jessica Burciaga     | Jennifer Pershing | Hope Dworaczyk         | Crystal McCahill  | Candice Cassidy    | Karissa Shannon     | Kristina Shannon   | Kimberly Phillips | Lindsey Gayle      | Kelley Thompson | Crystal Harris                   |

## 2010–2019
| Monat / Jahr | Januar                | Februar           | März             | April             | Mai                | Juni               | Juli                    | August                 | September         | Oktober             | November          | Dezember            |
| ------------ | --------------------- | ----------------- | ---------------- | ----------------- | ------------------ | ------------------ | ----------------------- | ---------------------- | ----------------- | ------------------- | ----------------- | ------------------- |
| 2010         | Jaime Faith Edmondson | Heather Rae Young | Kyra Milan       | Amy Leigh Andrews | Kassie Lyn Logsdon | Katie Vernola      | Shanna Marie McLaughlin | Angela Francesca Frigo | Olivia Paige      | Claire Sinclair     | Shera Bechard     | Ashley Hobbs        |
| 2011         | Anna Sophia Berglund  | Kylie Johnson     | Ashley Mattingly | Jaclyn Swedberg   | Sasha Bonilova     | Mei-Ling Lam       | Jessa Lynn Hinton       | Iryna Ivanova          | Tiffany Toth      | Amanda Cerny        | Ciara Price       | Rainy Day Jordan    |
| 2012         | Heather Knox          | Leola Bell        | Lisa Seiffert    | Raquel Pomplun    | Nikki Leigh        | Amelia Talon       | Shelby Chesnes          | Beth Williams          | Alana Campos      | Pamela Horton       | Britany Nola      | Amanda Streich      |
| 2013         | Karina Marie          | Shawn Dillon      | Ashley Doris     | Jaslyn Ome        | Kristen Nicole     | Audrey Aleen Allen | Alyssa Arce             | Val Keil               | Bryiana Noelle    | Carly Lauren        | Gemma Lee Farrell | Kennedy Summers     |
| 2014         | Roos van Montfort     | Amanda Booth      | Britt Linn       | Shanice Jordyn    | Dani Mathers       | Jessica Ashley     | Emily Agnes             | Maggie May             | Stephanie Branton | Roxanna June        | Gia Marie         | Elizabeth Ostrander |
| 2015         | Brittny Ward          | Kayslee Collins   | Chelsie Aryn     | Alexandra Tyler   | Brittany Brousseau | Kaylia Cassandra   | Kayla Rae Reid          | Dominique Jane         | Monica Sims       | Ana Cheri           | Rachel Harris     | Eugena Washington   |
| 2016         | Amberleigh West       | Kristy Garett     | Dree Hemingway   | Camille Rowe      | Brook Power        | Josie Canesco      | Ali Michael             | Valerie van der Graaf  | Kelly Gale        | Allie Silva         | Ashley Smith      | Enikő Mihalik       |
| 2017         | Bridget Malcolm       | Joy Corrigan      | Elizabeth Elam   | Nina Daniele      | Lada Kravchenko    | Elsie Hewitt       | Dana Taylor             | Liza Kei               | Jessica Wall      | Milan Dixon         | Ines Rau          | Allie Leggett       |
| 2018         | Kayla Garvin          | Megan Samperi     | Jenny Watwood    | Nereyda Bird      | Shauna Sexton      | Cassandra Dawn     | Valeria Lakhina         | Lorena Medina          | Kirby Griffin     | Olga de Mar         | Shelby Rose       | Jordan Emanuel      |
| 2019         | Vendela Lindblom      | Megan Moore       | Miki Hamano      | Fo Porter         | Abigail O’Neill    | Yoli Lara          | Teela LaRoux            | Geena Rocero           | Sophie O’Neil     | Hilda Dias Pimentel | Gillian Chan      | Jordy Murray        |

## 2020–2021
| Monat / Jahr | Januar        | Februar        | März               | April       | Mai            | Juni                  | Juli              | August     | September        | Oktober              | November            | Dezember           |
| ------------ | ------------- | -------------- | ------------------ | ----------- | -------------- | --------------------- | ----------------- | ---------- | ---------------- | -------------------- | ------------------- | ------------------ |
| 2020         | Riley Ticotin | Chasity Samone | Anita Pathammavong | Marsha Elle | Savannah Smith | Alicia Loraina Olivas | Priscilla Huggins | Ali Chanel | Danielle Alcaraz | Carolina Ballesteros | Khrystyana Kazakova | Tanerélle Stephens |

| Saison / Jahr | Winter         | Frühling          | Sommer | Herbst |
| ------------- | -------------- | ----------------- | ------ | ------ |
| 2021          | Izabela Guedes | Hailee Lautenbach | –      | –      |